# Moneda de veinte céntimos de euro
Las monedas de 20 céntimos de euro son de aleación de aluminio-latón (oro nórdico). Tienen un diámetro de 22,25 mm, un grosor de 2,14 mm y un peso de 5,80 gramos. Su borde es liso con siete muescas (“flor española”). Todas las monedas tienen una cara común (la cual cambió en 2007 con respecto a la original) y una cara nacional específica de cada país.